# Echinopsis cabrerae
Echinopsis cabrerae là một loài thực vật có hoa trong họ Cactaceae. Loài này được (R.Kiesling) G.D.Rowley mô tả khoa học đầu tiên năm 1976 publ. 1979.